# Brachyopa perplexa
Brachyopa perplexa är en tvåvingeart som beskrevs av Charles Howard Curran 1922. Brachyopa perplexa ingår i släktet savblomflugor, och familjen blomflugor. Inga underarter finns listade i Catalogue of Life.